# Сан-Браж-дуж-Матуш (Мина-ду-Бугалью)
Сан-Браш-душ-Матуш (порт. São Brás dos Matos) — фрегезия (район) в муниципалитете Аландроал округа Эвора в Португалии. Территория — 72,66 км². Население — 412 жителей. Плотность населения — 5,7 чел/км².